# طريق كليبر
كان مسار كليبر طريق تقليدي المشتق من طريق براور وأبحر بواسطة سفن كليبر بين أوروبا والشرق الأقصى وأستراليا ونيوزيلندا. كان المسار يمتد من الغرب إلى الشرق عبر المحيط الجنوبي، من أجل الاستفادة من الرياح الغربية القوية في الأربعينيات الهادرة. فقدت العديد من السفن والبحارة في الظروف الصعبة على طول الطريق، وخاصة في كيب هورن، والتي كان على كليبرز أن يدور حولها عند عودتهم إلى أوروبا.

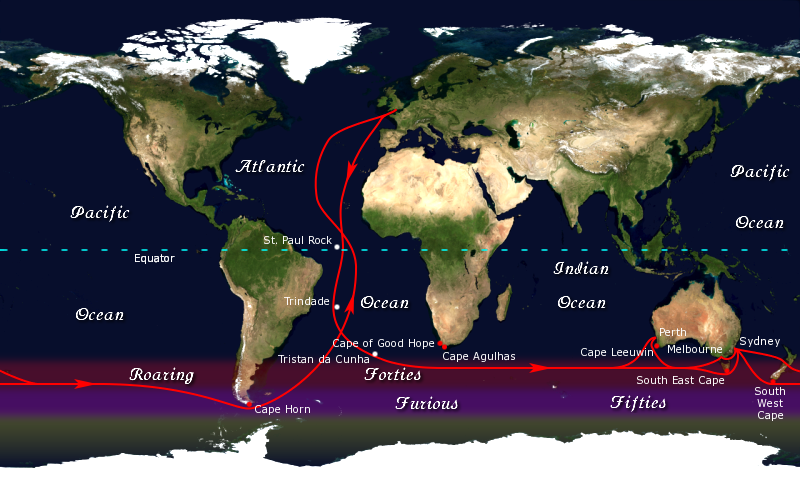
طريق كليبر، تليها السفن الشراعية بين إنجلترا وأستراليا أو نيوزيلندا

سقط مسار المقص في الإهمال التجاري مع إدخال المحركات البخارية البحرية، وافتتاح قناة السويس وبنما. ومع ذلك، فإنه لا يزال أسرع طريق إبحار حول العالم، وعلى هذا النحو كان الطريق للعديد من سباقات اليخوت البارزة، مثل Velux 5 Oceans Race و Vendée Globe.

## أستراليا ونيوزيلندا
قدم مسار كليبر من إنجلترا إلى أستراليا ونيوزيلندا، والعودة عبر كيب هورن، القبطان أسرع طواف حول العالم، وبالتالي من المحتمل أن يكون أعظم المكافآت؛ أبحر العديد من الكليبرز معهم حبوب والصوف والذهب في هذا الطريق، وعادوا إلى ديارهم بشحنات ثمينة في وقت قصير نسبيًا. ومع ذلك، فإن هذا الطريق، الذي يمر جنوب الرؤوس الثلاثة العظيمة (رأس الرجاء الصالح، وكيب ليوين، وكيب هورن) ويمر لجزء كبير من طوله عبر المحيط الجنوبي، يحمل أيضًا أكبر المخاطر، ويعرض السفن لمخاطر شرسة الرياح والأمواج العاتية والجبال الجليدية. هذا المزيج من أسرع السفن، وأعلى المخاطر، وأعظم المكافآت مجتمعة لمنح هذا الطريق هالة خاصة من الرومانسية والدراما.

### الصادرة

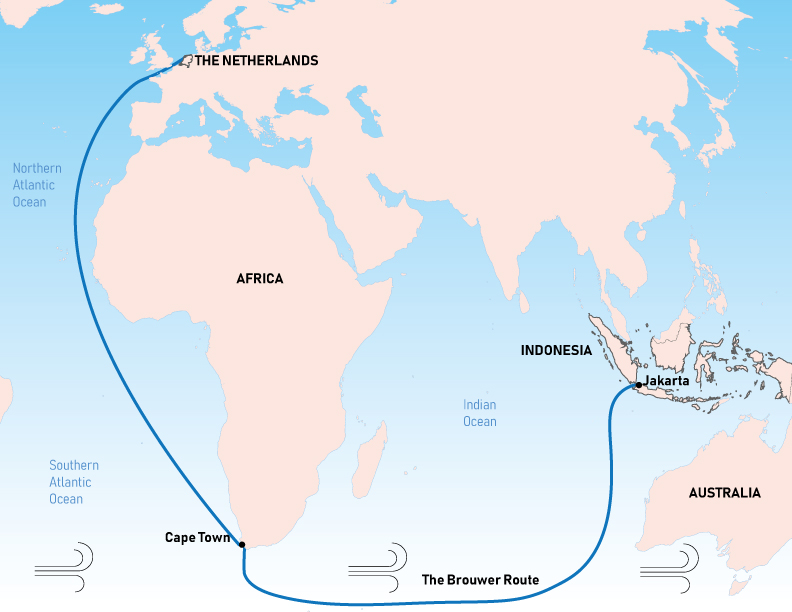
في عصر الشراع ، أدى طريق بروير ، الذي ابتكره الملاح الهولندي هندريك بروير في عام 1611 ، إلى تقليل الرحلة بين رأس الرجاء الصالح (مستعمرة كيب الهولندية) إلى جاوة (جزر الهند الشرقية الهولندية) من حوالي 12 شهرًا إلى حوالي 6 أشهر ، مقارنة بمسار الرياح الموسمية العربية والبرتغالية السابقة.

كان هذا الطريق يمتد من إنجلترا أسفل شرق المحيط الأطلسي إلى خط الاستواء، ويمر بالقرب من موقع القديس بطرس وبول روكس، حوالي 20 درجة غربًا. كان وقت الإبحار الجيد لمسافة 3275 ميلاً (5271 كم) حتى هذه النقطة حوالي 21 يومًا؛ ومع ذلك، يمكن للسفينة غير المحظوظة أن تقضي ثلاثة أسابيع إضافية في عبور حالة الركود.
ثم كان الطريق يمر جنوباً عبر جنوب غرب المحيط الأطلسي، متتبعًا الدوران الطبيعي للرياح والتيارات، مروراً بالقرب من ترينداد، ثم منحنيًا جنوبيًا شرقيًا متجاوزًا تريستان دا كونا. عبر الطريق خط زوال غرينتش عند حوالي 40 درجة جنوبا، وأخذ كليبرز إلى روارينج فورتيز بعد حوالي 6500 ميل (10500 كم) أبحر من بليموث. كان الوقت المناسب لهذا الجري حوالي 43 يومًا.
بمجرد دخول الأربعينيات، كانت هناك سفينة أيضًا داخل المنطقة الجليدية، وهي منطقة المحيط الجنوبي حيث كانت هناك فرصة كبيرة لمواجهة الجبال الجليدية. يفرض الأمان الحفاظ على الحافة الشمالية لهذه المنطقة، تقريبًا بمحاذاة خط العرض 40 درجة جنوبًا؛ ومع ذلك، فإن الطريق الدائري الكبير من رأس الرجاء الصالح إلى أستراليا، والذي ينحني إلى 60 درجة جنوبًا، أقصر بمقدار 1000 ميل (1600 كم)، كما أنه سيوفر أقوى رياح. لذلك، كان سادة السفينة يذهبون إلى الجنوب بقدر ما يجرؤون، ويزنون خطر الجليد مقابل المرور السريع.
كانت سفن كليبر المتوجهة إلى أستراليا ونيوزيلندا تستدعي مجموعة متنوعة من الموانئ. سفينة تبحر من بليموث إلى سيدني، على سبيل المثال، ستغطي حوالي 13,750 ميلاً (22,130 كم)؛ وقت الصيام لهذا المقطع سيكون حوالي 100 يوم. قطعت Cutty Sark أسرع ممر على هذا الطريق بواسطة ماكينة حلاقة، في 72 يومًا. قطعت Thermopylae ممرًا أقصر قليلاً من لندن إلى ملبورن، 13,150 ميلاً (21,160 كم)، في 61 يومًا فقط في 1868-1869.

#### طريق البيت

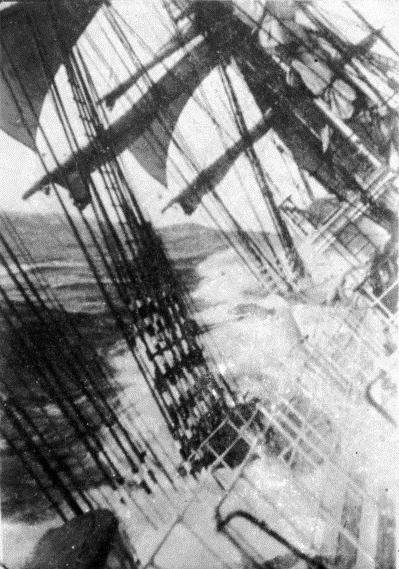
سفينة مجهولة تدور حول كيب هورن

استمر ممر العودة شرقًا من أستراليا؛ كانت السفن التي تتوقف في ويلينجتون تمر عبر مضيق كوك، ولكن بخلاف ذلك تم تجنب هذا الممر الصعب، مع مرور السفن بدلاً من ذلك حول الطرف الجنوبي لنيوزيلندا. مرة أخرى، ستعمل السفن المتجهة شرقاً داخل المنطقة الجليدية بشكل أو بآخر، وتبقى في أقصى الجنوب قدر الإمكان لأقصر طريق وأقوى رياح. بقيت معظم السفن شمال خط عرض كيب هورن، عند 56 درجة جنوباً، بعد غطس جنوباً في المنطقة الجليدية عند اقترابها من القرن.
كان القرن نفسه وما زال يتمتع بسمعة سيئة بين البحارة. الرياح والتيارات القوية التي تتدفق بشكل دائم حول المحيط الجنوبي دون انقطاع يتم توجيهها بواسطة القرن إلى ممر دريك الضيق نسبيًا؛ إلى جانب الأعاصير المضطربة الآتية من جبال الأنديز والمياه الضحلة بالقرب من القرن، فإن هذا المزيج من العوامل يمكن أن يخلق ظروفًا شديدة الخطورة للسفن.
ثم عادت تلك السفن التي نجت من القرن الأفريقي إلى الممر مرة أخرى فوق المحيط الأطلسي، بعد دوران الرياح الطبيعية في شرق جنوب المحيط الأطلسي وغربًا في شمال المحيط الأطلسي. سيكون المسار الجيد لمسافة 14750 ميلاً (23740 كم) من سيدني إلى بليموث حوالي 100 يوم؛ صنعها Cutty Sark في 84 يومًا، و Thermopylae في 77 يومًا. قام البرق بجعل الطريق أطول من ملبورن إلى ليفربول في 65 يومًا في 1854-1855، وأكمل رحلة حول العالم في 5 أشهر و 9 أيام، والتي تضمنت 20 يومًا قضاها في الميناء.
عادةً ما كانت سفن windjammers اللاحقة، والتي كانت عادةً كبيرة من أربعة صواري محسّنة على البضائع والمناولة بدلاً من الجري، تقوم بالرحلة في غضون 90 إلى 105 يومًا. كان أسرع وقت مسجل في سباقات الحبوب العظيمة في بارما الفنلندي ذي الصواري الأربعة، 83 يومًا في عام 1933. كان سيدها في الرحلة هو القبطان الفنلندي روبن دي كلوكس.

##### الرفض والإنهاء
تضاءل سريعًا بالفعل بسبب ظهور المحركات الحديثة، وتوقف استخدام طريق كليبر بالكامل بسبب الحرب العالمية الثانية وما تبعه من انقطاع شبه كامل للشحن التجاري. لا تزال بعض السفن التجارية الأخيرة التي تستخدم الطريق تبحر في عامي 1948 و 1949.
قام إريك نيوبي بتأريخ الرحلة الأخيرة لعام 1938 لسفينة الباركيه موشولو ذات الصواري الأربعة في كتابه The Last Grain Race.